# Alice Michel
Alice Michel est une pianiste, enseignante et organisatrice de concerts vaudoise.

## Biographie
Alice Michel cherche un temps sa voie entre le piano, le théâtre et l'orgue, instrument dont elle obtient le diplôme d'église à l'âge de quinze ans. Finalement, elle se décide à poursuivre sa voie dans le piano, et intègre le Conservatoire de Lausanne, dans la classe de Michel Perret. Elle parfait ensuite sa formation musicale au contact de pianistes telles qu'Elisabeth Rothenberg ou Maria Curcio à Londres.
Sa carrière scénique est intimement liée à sa villa La Sarabande à Bex, où elle organise de nombreux concerts. Mêlant allégrement les genres, elle collabore autant avec des instrumentistes que des chanteurs ou des ensembles vocaux, et s'y produit notamment avec la flûtiste Irène Gaudibert, le pianiste Michel Perret, à deux pianos ou en quatre mains, ou encore avec le ténor de renommée internationale Raymond Voyat, la violoniste Valérie Bernard ainsi que l'Ensemble vocal du Chablais. Elle donne depuis 2004 de nombreux concerts en Suisse et en Europe avec la violoniste originaire de République tchèque Monika Cimprich. Elle forme également avec le baryton-basse Christian Gavillet un duo apprécié pour ses reprises de Kosma, Fauré, Poulenc ou Dvorak. Ses activités de concertistes mêlées à sa passion pour l'organisation de concerts conduisent tout naturellement Alice Michel à organiser la Schubertiade d'un jour à Bex depuis 1997.

## Sources
- « Alice Michel », sur la base de données des personnalités vaudoises sur la plateforme « Patrinum » de la Bibliothèque cantonale et universitaire de Lausanne.
- Berneir, Martine, « Première musicale bien notée de la Schubertiade d'un jour a tenu ses promesses. D'autres éditions suivront-elles? », 24 Heures, 15-09-1997, p. 37
- « Echange de bons procédés musicaux entre Riviera et République tchèque », 24 Heures, 01-04-2008, p. 25.